# Madascincus stumpffi
Madascincus stumpffi — вид сцинкоподібних ящірок родини сцинкових (Scincidae). Ендемік Мадагаскару.

## Поширення і екологія
Madascincus stumpffi мешкають на півночі і північному заході острова Мадагаскар, в регіонах Діана і Сава, зокрема на Нусі-Бе та на інших сусідніх островах. Вони живуть у вологих і сухих тропічних лісах. Зустрічаються на висоті від 130 до 210 м над рівнем моря, в горах Монтань-д'Амбр спостерігалися на висоті 650 м над рівнем моря.

## Збереження
МСОП класифікує стан збереження цього виду як близький до загрозливого. Madascincus stumpffi загрожує знищення природного середовища.